# Toots Hibbert
Pour les articles homonymes, voir Hibbert (homonymie).
Frederick Nathaniel Hibbert, dit Toots Hibbert, né le 8 décembre 1942 à May Pen en Jamaïque et mort le 11 septembre 2020 à l'âge de 77 ans, à Kingston (Jamaïque), est un chanteur jamaïcain de reggae et de ska. 
On lui doit l'invention de la définition du genre musical mondialement popularisé par la suite avec sa chanson Do the Reggay en 1967. Il est par ailleurs le chanteur du groupe Toots and the Maytals qu'il a fondé avec Jerry Mathias et Raleigh Gordon.

## Biographie

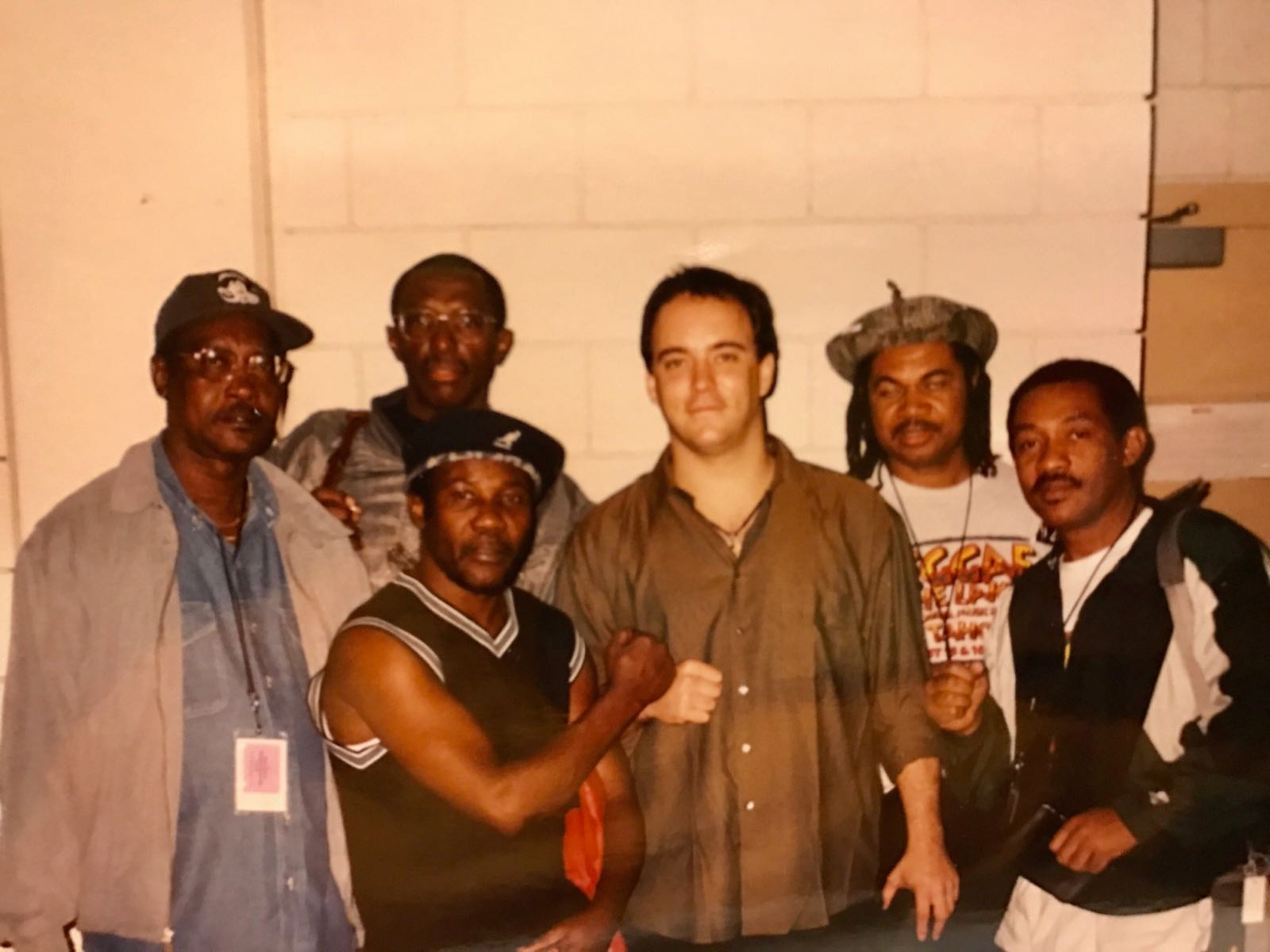
Toots and the Maytals avec Dave Matthews pendant la tournée 1998.

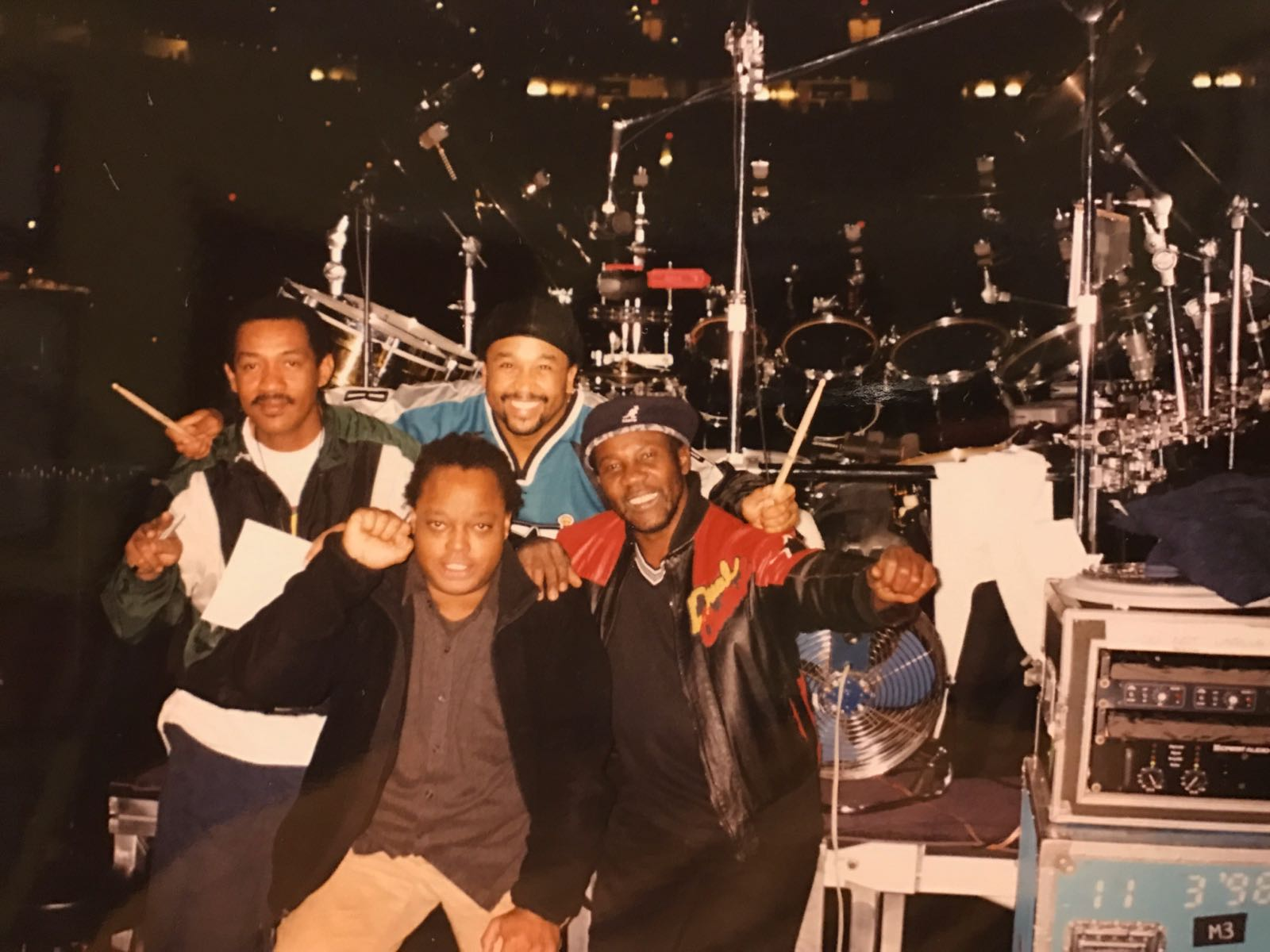
Des membres du groupe Toots and the Maytals et Dave Matthews Band pendant la tournée 1998. Paul Douglas (à gauche), Carter Beauford (derrière), LeRoi Moore (devant), Toots Hibbert (à droite).

### Années de jeunesse
Toots Hibbert, dernier d’une famille de sept enfants, est né en Jamaïque à May Pen dans la paroisse de Clarendon et a grandi en chantant du gospel dans la chorale d’une église baptiste. Adolescent, Toots Hibbert s’installe à Kingston au début des années 1960, il rencontre Raleigh Gordon et Jerry Matthias et ensemble ils forment The Maytals. Puis en 1962, ils sortent leur premier disque de ska chez Studio One. En 1966, ils remportent le festival jamaïcain de concours de chant avec Bam Bam : ils sont alors considérés comme l'un des plus grands groupes vocaux de la Jamaïque et enregistrent avec des producteurs tels que Coxsone Dodd, Prince Buster, Byron Lee et Leslie Kong. Ils remportent le titre deux autres fois avec des chansons écrites par Hibbert : en 1969 avec Sweet and Dandy et en 1972 avec Pomps & Pride. 
Fin 1966, Frederick "Toots" Hibbert est emprisonné pour détention de marijuana durant dix-huit mois. C'est alors qu'il porte le matricule 54-46. Il en fera un tube dès sa sortie de prison, 54 46 That's my number. Quelque temps plus tard, il sort le titre Do the Reggay : même si l'orthographe n'est pas celle du genre musical, il est le premier à utiliser le mot "reggae". Matthew Sherman précise ainsi : « Le reggae était né. Toots annonça ce nouveau son avec le titre précurseur Do the Reggay. (...) Toots ne pouvait pas se tromper en enregistrant pour Leslie Kong. Avec les Beverley’s All-Stars (Jackie Jackson, Winston Wright, Hux Brown, Rad Bryan, Paul Douglas et Winston Grennan), noyau de musiciens constant et la brillante harmonie des Maytals... » 

Selon le dictionnaire Larousse la définition de reggae est la suivante: 
Musique populaire jamaïcaine née, à la fin des années 1960, de la fusion du ska et des rythmes calypso venus de la Trinité avec le blues et le rock and roll nord-américain, et caractérisée par un rythme binaire syncopé avec le décalage du temps fort. Le genre se métamorphose en reggae, un terme que l'on doit à Frederic « Toots » Hibbert, compositeur en 1967 de Do the Reggay.
Les Maytals apparaissent dans le film The Harder They Come en 1972 et la bande originale du film inclut leur tube de 1969 Pressure Drop. 
Le premier album de Toots and the Maytals distribué par le label Island Records de Chris Blackwell fut Funky Kingston. Le critique musical Lester Bangs décrivit l'album dans Stereo Review comme « la perfection, l'ensemble le plus passionnant et diversifié de chansons de reggae par un artiste... » Chris Blackwell a entretenu un fort engagement envers Toots and the Maytals.  Il a dit : « Je connais Toots depuis plus longtemps que n’importe qui - bien plus longtemps que Bob (Bob Marley). Toots est un des êtres humains les plus purs que j’ai rencontré dans ma vie, pur presque à l’excès. » 

### La célébrité
Le 1er octobre 1975, Toots and the Maytals ont été retransmis en direct sur KMET-FM pendant qu'ils jouaient à The Roxy Theatre à Los Angeles. Cette retransmission a été remasterisée et mise en vente sous la forme d'un album intitulé Sailin' On par Klondike Records.
De nombreuses compositions d’Hibbert reflètent son éducation chrétienne évangélique. Hibbert est connu pour avoir également écrit sur des thèmes religieux rastafariens, et dans une des chansons des Maytals, Six and Seven Books of Moses en 1963, il parle de la magie folklorique d’obeah et de son utilisation occulte de grimoires bibliques, tels que les Sixième et Septième Livres de Moïse.[réf. nécessaire]
Véritable homme-orchestre, Toots peut jouer de tous les instruments utilisés dans son groupe.[réf. nécessaire]
L'influence de la musique soul, ou rhythm'n'blues, mais plutôt côté Stax que Motown a toujours été nette dans sa musique : il suffit de constater le nombre de ses reprises de Otis Redding, Ray Charles, The Neville Brothers, ou même Van Morisson, etc. L'influence est, dans de nombreux titres, évidente. F. Hibbert ne s'en cache d'ailleurs pas : voir les titres : Reggae Got Soul, Toots in Memphis.[réf. nécessaire]
En 1980, son disque Live, enregistré en concert, est mixé et pressé dans la nuit : il est sorti et vendu le lendemain du concert dans les magasins à Londres. F. Hibbert se sépare de Jerry et Raleigh en 1982, ce qui annonce la fin des Maytals d'origine ; mais Toots a malgré tout gardé le nom : les Maytals sont à présent les musiciens de Toots (qui en change souvent).[réf. nécessaire]

### AuXXIesiècle
Toots Hibbert est encore actif et sort régulièrement de nouveaux disques notamment le très remarqué True love, album de duos avec Ben Harper, Shaggy, Eric Clapton, Keith Richards et bien d'autres.
Il fait de nombreuses tournées à travers le monde et son groupe a remporté le Grammy du meilleur album de reggae en 2004.[réf. nécessaire]
En 2005, Willie Nelson a sorti un album de reggae intitulé Countryman auquel Hibbert a participé sur la chanson « I’m a Worried Man ». Hibbert a également participé au clip officiel de I’m a Worried Man de Willie Nelson, qui a été filmé en Jamaïque.

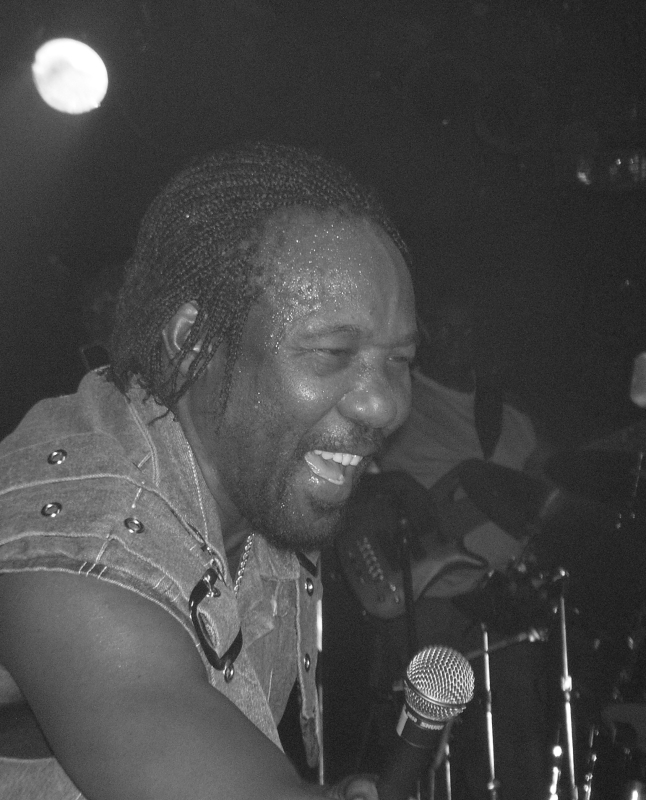
Frederick Hibbert à Ris-Orangis (Essonne) en 2006.

En 2006, Toots participe à l'album Radiodread des Easy Star All-Stars, où il chante une reprise du titre Let Down issu de l'album OK Computer de Radiohead, repris intégralement par ce collectif reggae.[réf. nécessaire]
En 2007, Toots Hibbert a figuré dans la sortie officielle de la vidéo du concert de Willie Nelson and Friends – Outlaws & Angels,. 
En 2007, il a signé le duo Adieu Haïti avec le chanteur français Raphael.[réf. nécessaire]
En 2009, Toots Hibbert collabore avec le producteur exécutif Malik Al Nasir de MediaCPR et Sidney Mills de Steel Pulse, qui a produit l’album du percussionniste jamaïcain Larry McDonald, Drumquestra. Son titre s’appelle What about the Children ?, et est accompagné d’un clip tourné à New York. La même année il a également chanté avec le groupe de reggae de l’Iowa Public Property sur leur album Work to Do.[réf. nécessaire]
Toots Hibbert a également été juge pour les 10e Independent Music Awards pour soutenir les carrières des artistes indépendants. [réf. nécessaire]
Toots Hibbert a collaboré avec le groupe de southern rock/blues, JJ Grey & MOFRO de Jacksonville en Floride. Il apparaît sur leur chanson, The Sweetest Thing sur leur album Georgia Warhorse.[réf. nécessaire]
Toots Hibbert est apparu dans le documentaire de 2011 Reggae Got Soul: The Story of Toots and the Maytals (Le reggae a de l’âme: l’histoire de Toots and the Maytals) qui a été diffusé sur la chaîne BBC et a été décrit comme « l’histoire jamais racontée de l’un des artistes les plus influents à avoir jamais émergé de Jamaïque »,. Le documentaire inclut Marcia Griffiths, Jimmy Cliff, Bonnie Raitt, Eric Clapton, Keith Richards, Willie Nelson, Anthony DeCurtis, Ziggy Marley, Chris Blackwell, Paolo Nutini, Paul Douglas, Sly Dunbar, et Robbie Shakespeare,.
En mai 2013, Toots Hibbert a été blessé à la tête après avoir été atteint par une bouteille lancée pendant un concert au River Rock Festival de Richmond, le forçant à annuler plusieurs mois de concerts. La bouteille avait été lancée par William C Lewis. Lewis faisait face à une condamnation pour blessure malveillante mais il plaida coupable pour des charges moindres. Malgré une lettre de Toots au juge dans laquelle il plaidait, « C’est un jeune homme, et j’ai entendu parler de ce qui arrive aux jeunes hommes en prison. Ma propre peine et souffrance serait accrue de savoir que ce jeune homme pourrait connaître ce sort », le juge condamna Lewis à six mois de prison.
Toots and the Maytals ont été cités comme inspiration par d'autres musiciens quand il s'agit de la longévité de carrière. L'artiste jamaïcain Sean Paul explique ceci en disant : « J'ai vu des gens formidables dans mon industrie, vous savez, des gens comme Toots... Toots and the Maytals. Toots, c'est un grand artiste de reggae et il est toujours actif... Il est là depuis des années et il est actif. Ce genre d'artistes m'inspirent. Je sais que je vais continuer à faire de la musique aussi longtemps que je peux. »
En 2017, Chris Blackwell, fondateur du label Island Records qui a signé Bob Marley (Bob Marley and the Wailers) ainsi que Toots Hibbert (Toots and the Maytals), a soumis aux studios Universal Music et Studiocanal son souhait de créer une série TV qui montre la naissance du reggae et la progression de l’industrie musicale jamaïcaine depuis l’indépendance du pays en 1962.
Le 25 juillet 2018, Toots and the Maytals ont joué leur nouvelle chanson « Marley », un hommage à Bob Marley, en live pour la première fois lors de The Tonight Show Starring Jimmy Fallon,.
Le 26 juillet 2018, Rolling Stone s'est associé à YouTube Music pour The Rolling Stone Relaunch pour célébrer la refonte du magazine et du site web, en plus du récent lancement de YouTube Music. Il marque le début d'un accord de partenariat entre Rolling Stone et YouTube Music, fournissant des contenus numériques exclusifs et des expériences artistiques pour les utilisateurs. L'événement, tenu à Brooklyn, a accueilli 500 initiés de l'industrie de la musique et présenté une performance musicale de Shawn Mendes. La soirée s'est terminée par une performance spéciale par Toots and the Maytals, dont le chanteur Toots Hibbert a été nommé par Rolling Stone comme un des 100 plus grands chanteurs. Le concert a été filmé pour la série nommée aux Emmy Awards Live from the Artists Den,.

### Mort
En août 2020, Toots Hibbert est admis en soins intensifs à l'hôpital, puis plongé dans un coma artificiel, à la suite de « complications respiratoires » et d'une suspicion de Covid-19. Il meurt brutalement le 11 septembre 2020, quelques jours seulement après des rumeurs évoquant prématurément sa mort et démenties dans la foulée par la ministre de la culture jamaïcaine. Il venait de sortir l'album Got to be Tough qui signait le retour attendu du mythique groupe Toots and The Maytals, et donnait encore des concerts en janvier 2020,.

## Hommages
En août 2012, il a été annoncé que Toots Hibbert recevrait la cinquième plus haute récompense du pays, l’Ordre de Jamaïque.

## Discographie

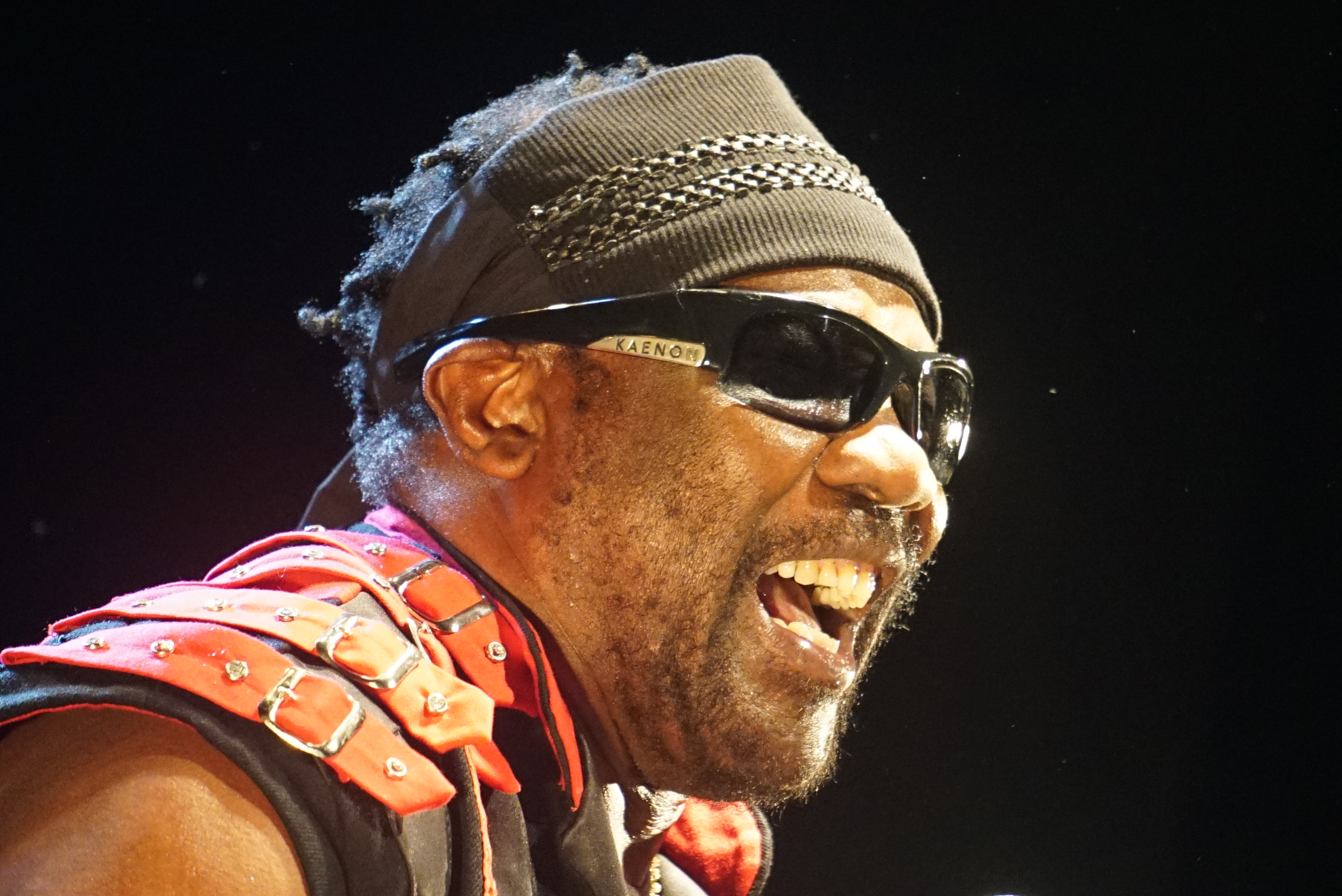
Toots Hibbert en 2017.

- 1976 :  In the Dark
- 1976 : Funky Kingston
- 1976 : Reggae Got Soul
- 1979 : Pass the Pipe
- 1980 : Live
- 1980 : Just Like That
- 1981 : Knock Out!
- 1988 : Toots in Memphis
- 2004 : True Love
- 2005 : World Is Turning
- 2007 : Light Your Light